# Радич Црноєвич
Радич Црноєвич (*Радич Црнојевић, д/н —1396) — князь Зети у 1392—1396 роках.

## Життєпис
Походив з роду Црноєвичів. Син Црноя Джурашевича, володаря частини Верхньої Зети. Про молоді роки Радича замало відомостей. Зумів поступово об'єднати Верхню Зети, при цьому з 1386 року воюючи проти князів Зети з династії Балшичів, які уклали мир з османами.
У 1391 році після захоплення Джураджем II, князем Зети, міста Котор, Радич Црноєвич повстав проти останнього. Для посилення свого становища 1392 року уклав союзи з Дубровницькою та Венеціанською республікою.
Скориставшись потраплянням 1392 року Джураджа II Балшича у полон до османів, Радич Црноєвич разом із братом Добрівоєм разопили усю Зету, включно з містами бар і Будва. Котор також визнав Радича князем і паном. Незабаром князь Радич захопив важливе місто Лежу. 30 листопада того ж року Радич стає громадянином Венеції.
Проте становище Црноєвича погіршилося у 1393 році, коли звільнився Джурадж Балшич, який зумів відвоювати місто Лежу. Після цього боротьба почалася з новою силою, місто Котор перейшло на бік Балшича. У 1395 році Радич Црноєвич відвоював область Гробалі, спробував зайняти місто Котор. Зрештою у квітні або травні 1396 року Радич зазнав поразки й загинув у битві з військами Джураджа II.

## Родина
- Джурадж (д/н-1435), володар Паштровичі
- Олекса (д/н-1427), володар Паштровичі